# Marcel Hendrickx (politicus)
Marcel Hendrickx (Turnhout, 21 augustus 1935 – aldaar, 26 oktober 2020) was een Belgisch journalist, verzekeringsmakelaar, bestuurder en politicus voor de CVP en diens opvolger CD&V.

## Levensloop
Hendrickx was beroepshalve van 1961 tot 1978 werkzaam als journalist bij Gazet van Antwerpen, later was hij actief als verzekeringsmakelaar.
Voor de toenmalige CVP werd Hendrickx in 1982 verkozen tot gemeenteraadslid van Turnhout, waar hij van 1983 tot 1994 schepen en van 1995 tot 2008 burgemeester was. In 2008 stopte hij als burgemeester en werd hij opgevolgd door Francis Stijnen. Tevens was hij van 1999 tot 2003 voor het Kiesarrondissement Mechelen-Turnhout lid van de Kamer van volksvertegenwoordigers.
Tot zijn belangrijkste verwezenlijkingen worden de Turnhoutse Vrij-dagen gerekend, een reeks zomerse optredens die van 1996 tot 2009 jaarlijks op vrijdag op de Grote Markt plaatsvonden. Het eerste optreden in 1996 werd vezorgd door Lisa del Bo. Andere bekende realisaties waren het terrastheater en een Tourpassage (3e etappe) in 1996. Daarnaast was Hendrickx van 2009 tot 2015 voorzitter van voetbalclub KV Turnhout.
Hij overleed op 85-jarige leeftijd aan de gevolgen van longkanker. Zijn afscheidsplechtigheid vond plaats in de Sint-Pieterskerk.